# Теймсайд
Теймсайд (англ. Tameside) — метрополитенский район (боро) в церемониальном графстве Большой Манчестер в Англии. Административный центр — город Аштон-андер-Лайн.

## География
Район расположен в восточной части графства Большой Манчестер, граничит с графством Дербишир.

## Состав
В состав района входят 8 городов:
- Аштон-андер-Лайн
- Дакинфилд[англ.]
- Дентон
- Дройлсден[англ.]
- Моссли[англ.]
- Оденшоу[англ.]
- Стейлибридж[англ.]
- Хайд

и 1 территория (англ. Unparished area):
- Лонгдендейл[англ.]